# Kappa Lyrae
Kappa Lyrae (1 Lyrae) é uma estrela na direção da constelação de Lyra. Possui uma ascensão reta de 18h 19m 51.72s e uma declinação de +36° 03′ 52.0″. Sua magnitude aparente é igual a 4.33. Considerando sua distância de 238 anos-luz em relação à Terra, sua magnitude absoluta é igual a 0.02. Pertence à classe espectral K2IIIvar.